# راما أبو الرب
راما أبو الرب (8 يونيو 2001) هي رياضية ولاعبة تايكوندو أردنية. مثلت الأردن في دورة الألعاب الأولمبية الصيفية 2024 .

## المسيرة الرياضية
في فبراير 2024 شاركت في تصفيات آسيا 2024 في تايآن، الصين. فازت بمباراتها في الدور نصف النهائي وتأهلت لتمثيل الأردن في دورة الألعاب الأولمبية الصيفية 2024. تم اختيارها لتكون حاملة العلم للأردن خلال حفل افتتاح الألعاب الأولمبية.